# Tarpon Springs
Tarpon Springs é uma cidade localizada no estado americano da Flórida, no condado de Pinellas. Foi incorporada em 1887.

## História
Tarpon Springs é uma cidade no condado de Pinellas. Tarpon Springs tem o maior percentual de greco-americanos de qualquer cidade dos Estados Unidos.
A região, com uma série de igarapés alimentados pelo Golfo do México, atraiu a atenção primeiramente como um lugar para casas de inverno em 1876. Os primeiros imigrantes gregos chegaram à cidade durante a década de 1880, quando foram contratados para trabalhar como mergulhadores no crescente indústria da colheita de esponjas. Em 1905, John Cocoris introduziu a técnica de mergulho esponja para Tarpon Springs. Cocoris recrutou mergulhadores de esponja gregos da ilhas do Dodecaneso na Grécia, em particular Kalymnos, Symi e Halki liderando, na década de 1930, a uma produtiva indústria de esponjas em Tarpon Springs, gerando milhões de dólares por ano. O filme de 1953 'Rochedos da Morte' , que apresentava mergulhadores de esponja, foi filmado em Tarpon Springs.
Quando uma maré vermelha de algas ocorreu em 1947, acabando com os campos de esponjas na região do Golfo do México, a maioria dos barcos de mergulhadores de esponja passaram a se dedicar  à pesca do camarão e de subsistência. A cidade, em seguida, converteu a maioria de suas atividades relacionadas com a esponja, especialmente os armazéns onde eram vendidos, em atrações turísticas. The Sponge Docks are now mostly shops, restaurants, and museums dedicated to the memory of Tarpon Springs' earlier industry.
As Docas de esponja são, na sua maioria lojas, restaurantes e museus dedicados à memória da indústria de esponjas de Tarpon Springs. A maioria das esponjas vendidas nas docas são importadas: Relativamente poucas são colhidas na área, embora as tentativas tenham sido feitas nos últimos anos para reiniciar uma colheita local de esponjas. Liderados pelo empresário local George Billiris, no final de 1980 a indústria de esponja, fez um retorno e, no outono de 2007, uma safra recorde de esponjas por um único barco foi feito.

## Geografia
De acordo com o United States Census Bureau, a cidade tem uma área de 44,8 km², onde 23,6 km² estão cobertos por terra e 21,2 km² por água.

### Localidades na vizinhança
O diagrama seguinte representa as localidades num raio de 16 km ao redor de Tarpon Springs.

## Demografia
Segundo o censo nacional de 2010, a sua população é de 23 484 habitantes e sua densidade populacional é de 995,3 hab/km². Possui 12 433 residências, que resulta em uma densidade de 526,9 residências/km².

## Geminações
- Calímnos, Egeu Meridional, Grécia
- Halki, Egeu Meridional, Grécia
- Simi, Egeu Meridional, Grécia
- Lárnaca, Lárnaca, Chipre [4]